# Mito (woreda)
Pour les articles homonymes, voir Mito et Mito (revue).
Mito est un woreda récent du centre-sud de l'Éthiopie. Créé dans la zone Silt'e au début des années 2020, ce district porte le nom de son chef-lieu et s'est détaché de Lanfro.
La ville de Mito se trouve vers 1 800 m d'altitude, une trentaine de kilomètres au sud-est de Worabe.
Peuplée de 3 280 habitants en 2007, elle se rattache à l'époque au woreda Lanfro dont elle est la seconde agglomération après Tora.
Depuis le début des années 2020, elle est le chef-lieu d'un nouveau district appelé Mito qui couvre 206 km2 de superficie.
Le nouveau district est bordé à l'est par la région Oromia, au sud par la zone Halaba, au sud-ouest par Sankura, à l'ouest par Dalocha et au nord par Lanfro qui se réduit désormais à la partie centrale de son ancien territoire[réf. à confirmer].
Comme toute la zone Silt'e, ce district passe de la région des nations, nationalités et peuples du Sud à la région Éthiopie du Centre en août 2023.